# Amata

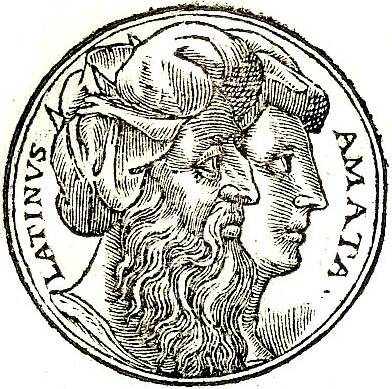
Ilustração de 1553, do Rei Latino, ou Latinus, da mitologia romana.

Amata, na mitologia romana, era a rainha consorte da região italiana do Lácio. Era mulher do rei Latino, filho de Fauno, neto de Pico e bisneto de Saturno. Desta união nasceram Lavínia e um filho que morreu na infância.
Como Latino não tinha filho homem, prometeu dar seu reino àquele que se casasse com sua filha única. Lavínia já estava prometida como esposa a Turno, rei dos rútulos e sobrinho de Amata, por ser o herdeiro de uma das linhagens italianas mais antigas e poderosas.
Mas o oráculo decidiu de outra forma. Fauno apareceu a seu filho Latino e lhe disse que a princesa devia casar-se com um estrangeiro. Assim, quando Eneias, um troiano e forasteiro, chegou ao Lácio, Latino julgou conveniente que ele se casasse com sua filha, mas Amata apresentou uma série de argumentos contra essa decisão de seu marido.
Todas as suas alegações foram inúteis. Excitada pela deusa Juno e pela fúria Alecto, Amata perdeu o controle da razão e tentou impedir por todos os meios a aliança entre Latino e Eneias. Chegou a raptar sua filha para que não se casasse com o herói troiano, ou pelo menos para retardar essa união.
Segundo conta Virgílio na Eneida, a ira de Amata foi crescendo cada vez mais. O seu delírio logo se comunicou às matronas latinas, que também foram invadidas por uma exaltação furiosa. O clímax foi uma verdadeira orgia dionisíaca, que Amata presidiu no meio da floresta, em locais desabitados onde viviam as feras.
Amata incentivou então Turno a declarar guerra aos troianos. Mas, ao ver que a vitória do rei dos rútulos era impossível e que não podia impedir o casamento de Eneias com Lavínia, enforcou-se diante dos olhos horrorizados de sua filha.
Curiosamente, Amata, que embora rainha era uma simples mortal, apresentou-se na Eneida como irmã da antiga deusa dos rios Venília, considerada ao mesmo tempo como mãe de Turno e da ninfa-deusa Juturna.